# Neochilenia jussieui
Neochilenia jussieui là một loài thực vật có hoa trong họ Cactaceae. Loài này được (Monv.) Backeb. mô tả khoa học đầu tiên năm 1942.